# Calle del Teatro Romano
La calle del Teatro Romano es una vía pública de la ciudad española de Sagunto.

## Descripción
La vía discurre desde la calle de la Escuela hasta la de Tras Escuela, tras cruzarse con la de Ramos, la de Pedro de Cartagena y la de Pelayo. Aparece descrita en el Nomenclator de las calles, plazas y puertas antiguas y modernas de la ciudad de Sagunto (1901) de Antonio Chabret y Fraga con las siguientes palabras:

Teatro Romano (calle del). Se entra por la calle del Sagrario y desemboca en la de Pelayo. Esta denominación es reciente y se introdujo para contribuir á borrar de la boca del vulgo, la voz amfiteatro, que impropiamente se le aplicaba al Teatro Romano de esta ciudad, el cual se levanta en las cercanías de esta calle.
(Chabret y Fraga, 1901, p. 89)